# Jerzy Achrem-Achremowicz
Jerzy Maria Achrem-Achremowicz (ur. 8 września 1927 w Wilnie, zm. 17 maja 2014 w Krakowie) – polski entomolog, profesor doktor habilitowany.

## Życiorys
Studiował na Wydziale Matematyczno-Przyrodniczym Uniwersytetu Mikołaja Kopernika w Toruniu oraz zoologię na Uniwersytecie Marii Curie-Skłodowskiej w Lublinie, w 1951 uzyskał tytuł magistra. W 1961 w Wyższej Szkole Rolniczej w Poznaniu przedstawił pracę, na podstawie której uzyskał stopień doktora nauk. Zawodowo związał się z Katedrą Ochrony Roślin Wydziału Ogrodniczego Wyższej Szkoły Rolniczej (później Uniwersytetu Rolniczego im. Hugona Kołłątaja). W 1976 w poznańskim Instytucie Ochrony Roślin przedstawił pracę habilitacyjną i został docentem, a w 1992 na Akademii Rolniczej w Krakowie uzyskał tytuł profesora nadzwyczajnego.
Jerzy Achrem-Achremowicz prowadził badania nad bionomią gatunków szkodliwych i ich zwalczaniem, wpływem pokarmu na procesy życiowe owadów oraz nad afidologią, tj. faunistyką i systematyką mszyc.

## Dorobek naukowy
Dorobek naukowy stanowią m.in. opracowania faunistyczne stonkowatych na wiklinie uprawnej i mszyc. Przez wiele lat pełnił funkcję przewodniczącego Oddziału Krakowskiego Polskiego Towarzystwa Entomologicznego oraz przewodniczącego Sekcji Ochrony Roślin SITR w Krakowie.

## Życie prywatne
Był żonaty z Barbarą z d. Mieczyńska (absolwentka studiów rolniczych WSR w Krakowie, zm. 2000). Mieli syna Jacka (ur. 1971).

## Odznaczenia
- Srebrny Krzyż Zasługi /1989/;
- Złota Odznaka Zasłużony w Pracy Społecznej dla Miasta Krakowa /1991/;
- Medal Za Zasługi dla Rozwoju Polskiego Towarzystwa Entomologicznego /1998/.